# Gumersindo Benítez
Gumersindo Benítez (Villarrica, Paraguay, 1835 - 27 de septiembre de 1868) fue un diplomático y periodista paraguayo; Ministro de Relaciones Exteriores durante la presidencia del Mariscal Francisco Solano López, durante la guerra de la Triple Alianza.

## Biografía
Gumersindo Benítez nació en Villarrica en 1835; aprendió las primeras letras en su ciudad natal y luego se trasladó a la capital. Fue alumno de aula de filosofía dirigida por el español Ildefonso Bermejo, con Natalicio Talavera, Mariano Aguiar, Mateo Collar y otros; integró el cuerpo redactor de ''La aurora'', revista del aula de filosofía.
Fue secretario privado del Presidente Carlos Antonio López y director del ''El Semanario'', después de Bermejo, Poseía una valiosa biblioteca. Siendo ministro de relaciones exteriores realizó una labor ingente y útil. Existe una interesante colección de la correspondencia diplomática cambiada entre el gobierno del Paraguay y el de los Estados Unidos de América que es obra suya, la cual fue editada en Buenos Aires. 
Gumersindo Benítez demandó repetidamente la entrega de los asilados a la policía. No menos repetida y consistentemente Washburn se negó a hacerlo, invocando el derecho de asilo, el cual Benítez consideraba inaplicable en aquellas circunstancias. Finalmente, Leyte Pereyra, De las Carreras, y Rodríguez Larreta decidieron entregarse, permaneciendo Bliss y Masterman en la legación. En julio, Benítez exigió a Washburn la entrega de un paquete de documentos, supuestamente probatorios de la conspiración, que el ex canciller Berges había confesado haber entregado al ministro. Cuando Washburn negó saber de esos documentos, Benítez se presentó en la legación para informarle que en base a las confesiones de Berges, Leyte Pereyra, De las Carreras y otros se había establecido que el propio Washburn había servido de intermediario entre los conspiradores y el Brasil, intermediación por la cual habría recibido importantes remuneraciones de Benigno López y el estado mayor brasileño.
Gumersindo Benítez falleció durante la guerra contra la Triple Alianza. Fue fusilado por orden de los tribunales militares el 27 de septiembre de 1868 en Pikysyry. Además de los trabajos citados, ha dejado una famosa narración de la batalla de Tatayibá.